# Bølefjorden (Hasvik)
Bølefjorden (nordsamisk: Bievllavuotna) er en fjord på nordsiden af Sørøya i Hasvik kommune i Troms og Finnmark fylke i Norge. Fjorden går 5,5 kilometer mod syd til Bølestraumen i bunden af fjorden.
Bølefjorden har indløb mellem Steinnæringen i vest og Skarvnæringen i øst. Vest for Steinnæringen ligger Ofjorden, mens Galtefjorden ligger øst for Skarvnæringen. Fjorden er 40 meter på det dybeste, næsten helt inderst i fjorden. 
Det er ingen beboelse eller vejforbindelser ved fjorden.